# Ali Djeridi
Jojo Djeridi, född 1964, är en svensk jazztrumslagare.
Djeridi är grundare av gruppen Trinity där Karl Olandersson (trumpet) och Andreas Hellkvist (hammond B3) ingår. Djeridi kom tidigt i karriären i kontakt med Nisse Sandström, Krister Andersson, Tommy Koverhult och Bernt Rosengren. Han har även spelat med Maria Schneider i storband och Barbara Hendricks i bland annat Frankrike. Han medverkar på 5st skivor med  Trinity, Är med på bla Krister Andersson och Carl Orrjes utgivna skivor den senare medverkar han även på ett flertal inspelningar på bland annat japanska Studio Ghibli. Han har även medverkat i grupper med bland andra Kristian Brink, Ludwig Berghé, Leo Lindberg, Ove Gustavsson ,Örjan Hultén Filip Augustson Göran Strandberg, Stefan Isaksson. Under våren 2017 till 2022 bildade Djeridi en  grupp  där Krister Andersson, Lars Jansson och Palle Danielsson ingick.Gruppen släppte 2020 skivan In Alis kitchen (Do music records)